# Colobothea styligera
Colobothea styligera là một loài bọ cánh cứng trong họ Cerambycidae.